# Гула, Бржетислав
Бржетислав Гула (чеш. Břetislav Hůla; 31 марта 1894, Поличка, Австро-Венгрия, — 2 апреля 1964, Добржиховице, Чехословакия) — политический деятель Чехословакии, один из создателей Коммунистической партии Чехословакии.

## Биография
Родился в 1894 году в Австро-Венгрии, по национальности чех.
Член Национальной конфедерации труда. В 1917 году жил в России, после Октябрьской революции вступил в РКП(б). В мае 1918 года был секретарём на организационном съезде Чехословацкой секции РКП(б).
Вернувшись в Чехословакию, проделал работу по вступлению Социал-демократической партии в Коминтерн. Работал главным редактором коммунистической газеты «Свобода» в Кладно.
На Втором конгрессе Коминтерна (1920) был делегатом от Чехословакии (его подпись стоит на Манифесте конгресса), где был избран членом Исполкома Коминтерна.
До 1925 года активно работал в Коммунистической партии Чехословакии. В 1925 году исключён из партии за правый уклон, оппортунизм и ликвидаторство; это решение было подтверждено на Шестом (расширенном) пленуме ИККИ (февраль-март 1926).